# Dermapharm
Дермафарм АГ (нім. Dermapharm AG) — міжнародна хіміко-фармацевтична компанія, одна з найбільших у Німеччині. Спеціалізується на виробництві медичних препаратів для лікування дерматологічних захворювань.

## Історія компанії
Dermapharm AG заснована у 1991 році у місті Грюнвальд в (Німеччині). Штаб-квартира — Грюнвальд, Німеччина.
З 1991 по 2001 р. Dermapharm AG займалася виробництвом дерматологічних препаратів виключно для внутрішнього ринку Німеччини.
З 2001 року продукція Dermapharm AG представлена на закордонних ринках: Польща, Австрія, Швейцарія, Албанія та ін.

## Структура
Dermapharm AG представлена центральним офісом у Грюнвальді (Німеччина) та 9 дочірніми підприємствами в країниї Європи. З 2010 Dermapharm AG представлена в Україні.

## Бренди
В асортименті компанії понад 60 різновидів препаратів (без урахування форм випуску ліків). На ринку СНД представлені:
- Преднітоп (преднікарбат)
- Содерм
- Біфон (біфоназол)
- Фузікутан
- Деласкін
- Карізон

## Діяльність
Основні виробничі, технологічні та наукові ресурси компанії від початку сконцентровано на розробку препаратів дерматологічного напряму. 
Річний товарообіг в Німеччині становить близько €156 млн, щорічне зростання досягає 20%.
Компанія співпрацює з провідними професійними товариствами дерматологів у Німеччині:
- BVDD (Professional Association of German Dermatologists) Професійна Асоціація дерматологів Німеччини
- DDG (German Dermatologic Society) Німецьке Дерматологічне Товариство

Dermapharm AG є дійсним членом Німецького Товариства дермофармакології – GSD (German Society for Dermopharmacology).

## Цікаві факти
- Dermapharm AG виступає ініціатором програми «Tribute to Bambi» («Данина Бембі»), що спрямована на підтримку дітей, що залишилися без опіки батьків.[5]